# کاکاطوطیان
کاکاطوطیان(نام علمی: Nestoridae) نام یک تیره از راسته طوطی است.